# Душан Ковачевић (генерал)
Душан (Николе) Ковачевић (Ервеник, 25. децембар 1942) бивши је официр ЈНА и пензионисани генерал-мајор Војске Републике Српске, ожењен, отац двоје дјеце.

## Служба у ЈНА
Послије осмогодишње школе завршио је Техничку подофицирску школу КОВ одличним успјехом. Прије уписа на Војно техничку академија копнене војске положио је допунске испите до пуне цивилне средње техничке школе. Војно техничку академију копнене војске је положио допунске испите до пуне цивилне средње техничке школе. ВТА КОВ завршио је врло добрим успјехом 1965. године. Послије ВТА КОВ 1973. године је завршио дошколовање за дипломираног инжењера намјенске индустрије. Врло добрим успјехом завршио Командно-штабну школу тактике КОВ 1980. године и Командно-штабну школу оператике 1989. године.

## Служба у ВРС
У Војсци Републике Српске је приступио 15. маја 1992. године, за вријеме грађанског рата у БиХ, био је начелник Оператвино позадинског сектора ГШ, министар одбране у Влади Републике Српске и замјеник министра одбране до пензионисања. У чин генрала-мајора унапријеђен је 10.11.1993. године. Пензионисан је 31.01.1996. године.

## Одликовања
У ЈНА је одликован Медаља за војне заслуге, Орден народне армије сребрене звијезде, Орден заслуга за народ сребрене звијезде, Орденом за војне заслуге са златним мачевима и Орден рада златног вијенца, а Војсци Републике Српске Оредном Његоша другог реда. У служби је оцјењиван дванаест пута, три пута оцјеном добар, пет пута оцјеном истиче се и четири пута оцјеном нарочито се истиче.